# Рыбная (приток Белой Холуницы)
Ры́бная — река в России, протекает в Белохолуницком районе Кировской области. Устье реки находится в 84 км по левому берегу реки Белая Холуница. Длина реки составляет 26 км, площадь бассейна — 124 км².
Река берёт начало в лесу в 15 км к юго-востоку от центра города Белая Холуница. Генеральное направление течения — северо-восток, всё течение проходит по ненаселённому лесному массиву. Впадает в Белую Холуницу в 8 км западнее посёлка Климковка. Притоки: Большая Рыбная, Малая Рыбная (оба — левые).

## Данные водного реестра
По данным государственного водного реестра России относится к Камскому бассейновому округу, водохозяйственный участок реки — Вятка от истока до города Киров, без реки Чепца, речной подбассейн реки — Вятка. Речной бассейн реки — Кама.
По данным геоинформационной системы водохозяйственного районирования территории РФ, подготовленной Федеральным агентством водных ресурсов:
- Код водного объекта в государственном водном реестре — 10010300212111100032164
- Код по гидрологической изученности (ГИ) — 111103216
- Код бассейна — 10.01.03.002
- Номер тома по ГИ — 11
- Выпуск по ГИ — 1